# Paralaophonte macera
Paralaophonte macera är en kräftdjursart som först beskrevs av Georg Ossian Sars 1908.  Paralaophonte macera ingår i släktet Paralaophonte och familjen Laophontidae. Arten har ej påträffats i Sverige. Inga underarter finns listade i Catalogue of Life.